# Kastell Băneasa
Unter dem Namen Kastell Băneasa versteht man zwei unmittelbar beieinander liegende römische Hilfstruppenkastelle auf dem Gebiet des Dorfes Băneasa in der Gemeinde Salcia im rumänischen Kreis Teleorman. Die beiden Militäranlagen liegen unmittelbar nebeneinander und befinden sich in der Region Große Walachei. In antiker Zeit waren sie Bestandteile des Dakischen Limes, konkret des Abschnittes Limes Transalutanus (Transalutanischer Limes; Limes jenseits des Olt). Administrativ hätten sie möglicherweise schon zur Provinz Dacia inferior gehört, später gehörten sie dann zur Dacia Malvensis. Gemeinsam mit insgesamt 277 Stätten des Dakischen Limes wurde das Kastell Băneasa 2024 zum UNESCO-Weltkulturerbe erhoben.

## Lage und Forschungsgeschichte
Die beiden Kastelle von Băneasa werden in Kastell Băneasa I und Kastell Băneasa II unterschieden. Sie befinden sich südöstlich des Dorfes in einer Flur namens Cetate (Festung, Burg). Zwischen den beiden besteht gerade einmal eine Entfernung von weniger als 250 Metern. Băneasa I befindet sich südwestlich von Băneasa II. Beide liegen auf einer Hochterrasse, die sich nach Osten hin neigt, und sind nur noch schwach im Gelände wahrzunehmen.
Das Kastell Băneasa wurde 1943 von Gheorge I. Cantacuzino sowie zu Beginn des vierten Viertels des 20. Jahrhunderts von Ioana Bogdan Cataniciu archäologisch erforscht. Weitere, rein geophysikalische Untersuchungen erfolgten 2005 unter der Leitung von Eugen S. Teodor.

## Archäologische Befunde

### Kastell Băneasa I (Castrul mare de la Băneasa)
Kastell Băneasa I ist ein in großen Teilen durch landwirtschaftliche Arbeiten zerstörtes Auxiliarkastell. Bei den Ausgrabungen von 1943 unter Gheorge I. Cantacuzino wurde nur eine einzige Bauphase, ein Holz-Erde-Lager, identifiziert. Ioana Bogdan Cataniciu schlug hingegen drei Bauphasen vor:
- Kastell mit Erdwall
- Kastell mit drei Meter breiter Holz-Erde-Mauer
- Reparaturphase der Holz-Erde-Mauer

Nach Cataniciu müsste die erste Phase auf die Mitte des zweiten Jahrhunderts datiert werden.
Mit seinen Abmessungen von 135 m mal 135 m entspricht die bebaute Fläche 2,2 Hektar. Mit seinen Seiten war es nach den Himmelsrichtungen orientiert. Vor der Mauer verliefen als Annäherungshindernis zwei Gräben. Der innere war sechs Meter breit und 1,20 m tief, der äußere 2,50 m breit und einen Meter tief.
Zu einem nicht bekannten Zeitpunkt scheint es durch einen Erdwall in zwei etwa gleichgroße Teile untergliedert worden zu sein. Die Chronologie der im Gelände kaum sichtbaren Anlage ist nur schwer fassbar. Auch der Zusammenhang, in dem das Kastell zu dem benachbarten Kastell Băneasa II steht, ist völlig ungeklärt. Die Besatzung ist unbekannt.

### Kastell Băneasa II (Castrul mic de la Băneasa)

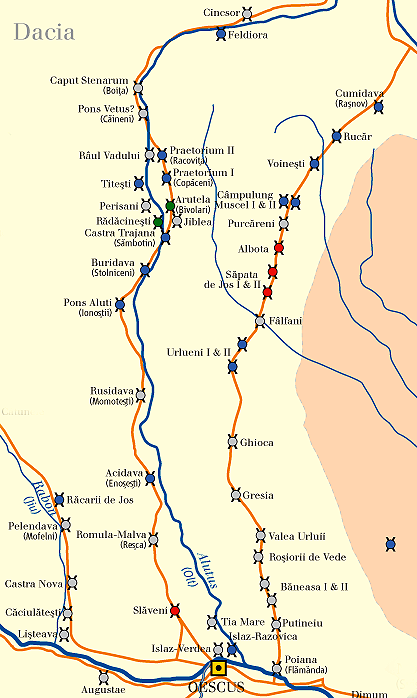
Kastelle Băneasa I und II im Verlauf des Limes Transalutanus (rechts)

Kastell Băneasa II ist ein an der Oberfläche kaum sichtbares Holz-Erde-Lager. Das Lager hat einen Umfang von 45 m mal 63 m, was einer Grundfläche von 0,28 Hektar entspricht. Mit seiner geringen Größe ist es zu den Numeruskastellen zu zählen. Es ist mit einer acht Meter breiten und 1,50 m hohen Holz-Erde-Mauer befestigt und von einem 6,50 m bis sieben Meter breiten und 1,20 m tiefen Graben umgeben. Die Besatzung ist unbekannt. Die Chronologie der im Gelände kaum sichtbaren Anlage ist völlig unklar. Auch der Zusammenhang, in dem das Kastell zu dem benachbarten Kastell Băneasa I steht, muss bislang offen bleiben.

### Vicus
Zwischen [!] den beiden Kastellen wurden Spuren des Vicus entdeckt. Ein Vicus ist bei nahezu jeder römischen Garnison anzutreffen. Er ist die zivile Siedlung des Kastells, in der die Angehörigen der Soldaten, Veteranen, Handwerker, Händler, Prostituierte, Gastwirte und andere Dienstleister wohnten und arbeiteten.
Die beiden nördlich des Vicus angetroffenen Tumuli sind wahrscheinlich nicht römischen, sondern prähistorischen Ursprungs. Sie wurden aber möglicherweise von den Römern als Orientierungspunkte in den transaltutanischen Wall integriert.

### Limesverlauf bis zum Kastell Roșiorii de Vede
Vom Kastell Băneasa II ausgehend zieht der Limes Transalutanus, teilweise im Gelände sichtbar, weiterhin in nördliche Richtung auf das nächste Kastell Roșiorii de Vede zu, von dem Băneasa knapp 18 Kilometer Luftlinie entfernt ist. Parallel verlief die Calea lui Traian (Trajanstraße).
| Nr.           | Name/Ort                                          | Beschreibung/Zustand |
| A/IX/48       | Kastell Băneasa                                   | siehe oben |
| RAN 153945.01 | Valul de la Salcia                                | Etwa 1,3 km langer Wallabschnitt, circa 30 m parallel westlich zur Nationalstraße Drum național 65A verlaufend. Der Wall wurde durch wiederholtes Überpflügen stark in Mitleidenschaft gezogen und ist kaum noch im Gelände wahrnehmbar. |
| RAN 154807.01 | Valul de la Troianul                              | Wallabschnitt etwa 30 m westlich der DN 65A, nördlich des Valea Adâncata. Entspricht der alten Straße, auf der bis zum Bau der heutigen gereist wurde. Infolge Überpflügens nur sehr schwer im Gelände zu identifizieren. |
| RAN 151889.13 | Drumul de la Roşiori de Vede – Epureasca          | Wallabschnitt südlich von Pârâul Urlui, zwischen den Straßen DN 65A und DJ 612A, auf einer Terrasse zwischen den Tälern Epureasca und Epureasca Mică. Östlich des folgenden Wachturms RAN 151889.10. |
| RAN 151889.10 | Turnul de la Roşiori de Vede – Epureasca          | Der Wachturm liegt südlich von Pârâul Urlui, zwischen den Straßen DN 65A und DJ 612A auf einer Terrasse zwischen den Tälern von Epureasca und Epureasca Mică. |
| RAN 151889.16 | Tumulul de la Roşiorii de Vede – Dealul Epureasca | Der Tumulus hat einen Durchmesser von etwa 30 Metern und eine Höhe von 1,7 m. Ob er römerzeitlich genutzt wurde, ist ungeklärt, es liegen keinerlei Artefakte vor. |
| RAN 151889.15 | Valul de la Roşiorii de Vede                      | Wallabschnitt südwestlich von Roșiori de Vede. Auf Luftbildern gut zu erkennen, im Gelände nur schwer nachzuvollziehen. Verläuft quasi parallel zur Straße Drum național 65A. Das südliche Ende des Abschnitts wurde 2016 ausgegraben, wobei sich zeigte, dass die Pfosten der Palisade in einem Graben vergraben und anschließend mit Erde verfestigt worden waren. Vor der Palisade wurde ein Hindernis aus mit Dornen versehenen Pflanzen installiert. |
| A/IX/49       | Kastell Roșiorii de Vede                          | siehe Hauptartikel Kastell Roșiorii de Vede |

## Fundverbleib und Denkmalschutz
Die Aufbewahrung und Präsentation der Funde erfolgt im Institutul de Arheologie „Vasile Pârvan“ in Bukarest.
Die archäologischen Stätten sind nach dem 2001 verabschiedeten Gesetz Nr. 422/2001 als historische Denkmale unter Schutz gestellt. Das Gelände ist mit dem LMI-Code TR-I-s-B-14188 in der nationalen Liste der historischen Monumente (Lista Monumentelor Istorice) eingetragen. Die entsprechenden RAN-Codes lauten 153954.01 für das Kastell Băneasa I, 153954.03 für Băneasa II und 153954.04 für den Vicus. Zuständig ist das Ministerium für Kultur und nationales Erbe (Ministerul Culturii și Patrimoniului Național), insbesondere das Generaldirektorat für nationales Kulturerbe, die Abteilung für bildende Kunst sowie die Nationale Kommission für historische Denkmäler sowie weitere, dem Ministerium untergeordnete Institutionen. Ungenehmigte Ausgrabungen sowie die Ausfuhr von antiken Gegenständen sind in Rumänien verboten.